# Rogue Wave
Rogue Wave é uma banda de indie rock,que foi criada por Zach Schwartz (também conhecido como Zach Rogue) depois de perder seu emprego durante a bolha das ponto com.
Seu primeiro álbum, intitulado como “Out of the Shadow” teve um lançamento independente em 2003 e um lançamento oficial em 2004. No outono de 2004, eles fizeram uma turnê nacional nos EUA. Eles foram comparados ao The Shins. Lançaram o álbum “Descended Like Vultures” em 2005. O último álbum, lançado em 2010 é o"Permalight".
Eles também participaram na trilha sonora de “The Zombie” com uma versão cover de “Everyday” de Buddy Holly. Uma versão ao vivo de uma faixa do “Out of the Shadow”, “Every Moment”, está na trilha de “Napoleon Dynamite”, apesar de a música nunca ter sido tocada no filme.